# A State of Trance (лейбл)
A State Of Trance —  подразделение нидерландского лейбла Armada Music.
Компания была основана в 2003 году нидерландским DJ Армином ван Бюреном. Лейбл издаёт музыку в стиле транс и прогрессивный транс (progressive trance) в сотрудничестве со множеством музыкантов и продюсеров.

## Появление названия
Компания была названа в честь одноимённого радиошоу Армина ван Бюрена и серии одноимённых музыкальных компиляций.

## Музыканты лейбла
| - 3rd Moon - 8 Wonders - Absolute - Ahead - Akesson - Appollonia - B&W - Bissen Presents The Crossover - Black Pearl - Brian Cross - Carl B Presents Khensu - C-Quence - Cern - Dan Stone | - Daniel Kandi - DJ Shah - Dreastic - Elevation - Empirical Labs - EnMass - Envio - Erik de Koning - Filo & Peri - Lange Presents Firewall - Foreign Force - Fred Baker - Vincent Gorczak - Signum | - Questia - Outback - Scarab - St. John vs. Locust - Markus Schulz Presents Elevation - Vincent de Moor - Robert Nickson - MK-S - True Form - Hidden Logic - Haak Presents Annunaki - John O'Callaghan Presents Mannix - Pulser - Clear & Present | - Kamil Polner - Leon Bolier Presents Surpresa - Hemstock & Jennings - Randy Boyer - Kaymak - Marcos - Signum Signal - Under Sun - Elsa Hill - Jan Johnston - Anita Kelsey - Tom Cloud - Tiff Lacey - Sophie Sugar | - Sunlounger - Lost Witness - Sassot - Шон Тайс - Sebastian Brandt - Adrina Thorpe - Mike Nichol - Logistic - The Doppler Effect - Mungo - Josh Gallahan - Vengeance - Thomas Bronzwaer - Angie | - Pawel Meller - Thr3shold - Detune - Avenger - Tiddey - Zirenz - Saint Rush - Phuture Sound - RAM - Ron Hagen & Pascal M |